# Меласький парк
«Меласький» — парк-пам'ятка садово-паркового мистецтва місцевого значення, розташований у смт Санаторне Ялтинської міськради. Створений відповідно до Постанови ВР АРК № 579 від 1 грудня 1972 року.

## Опис
Землекористувачем є санаторій «Мелас», площа — 12 га. Парк розташований у смт Санаторне Ялтинської міськради.
Парк створений із метою охорони та збереження в природному стані унікального для Південного Криму паркового комплексу, який поєднує на своїй території величезну (за масштабами, порівнянними з навколишнім ландшафтом) колекцію видів насаджень — звичайних для парків Кримського субсредиземномор'я екзотів (кипарис вічнозелений, ленкоранська акація, трахикарпус високий, різні види сосни, кедра та багато інших) у поєднанні з кримськими деревами, часто значного віку і розміру (ялівець високий, сосна Станкевича, дуб пухнастий тощо), — усього близько 100 видів і форм, що включають особливо рідкісні рослини, в тому числі занесені до Червоної книги України та Червону книгу Республіки Крим.